# Tareq Taylor
Tareq Frank Daoudi Taylor, född 30 juli 1969 i Malmö Sankt Johannes församling, Malmöhus län, är en svensk krögare, TV-kock och kokboksförfattare.

## Biografi

### Bakgrund
Tareq Taylor är son till palestiniern Seif Daoudi och Annie Taylor. Modern är dotter till karriärkonsuln Ronald Taylor, bördig från Storbritannien, och Vivian Rydberg, som i sin tur var barnbarn till fysikern Janne Rydberg.

### Karriär
Tareq Taylor har arbetat som kock sedan 1980-talet. Han drev under flera år Slottsträdgårdens Kafé i Slottsträdgården i Malmö och var tidigare ägare av Restaurang Trappaner i samma stad. Hösten 2014 öppnade han restaurangen och matstudion Kockeriet vid Kulturkvarteret S:t Gertrud. Han har också gett ut sju böcker med mattema, varav flera har belönats med utmärkelser och priser.
Tareq Taylor har under flera år verkat som tv-kock i flera av Sveriges Televisions program, såsom Trädgårdstider, Go'kväll, Tusen år till julafton, Historieätarna, Plus och har bland annat även medverkat i Sommarlov i ett par somrar. För den internationella publiken är Taylor mest känd för sin serie Tareq Taylor's Nordic Cookery (Tareq Taylors nordiska matresa i TV4) som sänds i över 100 länder i världen.
Under Musikhjälpen i Göteborg 2011 och Malmö 2012 drev Taylor mattält utanför glasburen där han lagade falafel och gästades av bland andra Plura, Ulrika Davison, Ulf Wagner och Gonza. Pengarna gick oavkortat till insamlingen.
År 2013 var han sommarpratare i Sommar i P1.  Samma år vann Taylor restauranggalans pris "Journalisternas Kock" för sin ambition att ”sprida tankar om kvalité och kärlek till mat till en stor publik”.  2014 utsågs han till Årets Lantis av tidningen Land.
År 2017 vann han Kockarnas kamp i TV4 och inför finalen hade han flest medaljer i programmets historia.
I januari 2018 prisades han som Bästa Malmöambassadör på Malmö Näringslivsgala.
Tareq Taylor lagade mat åt Stjärnorna på Slottet säsongerna 2018/2019, 2019/2020 och 2020/2021.
I SVT-programmet Lyckomaten, med premiär i oktober 2019, bistod Tareq Taylor och hälsocoachen Sofia Ståhl fem deltagare att under 50 dagar förändra sin livsföring.
Hösten 2020 medverkade Tareq Taylor i Över Atlanten på Kanal 5. År 2021 var det premiär för det självbetitlade TV-programmet Tareq Taylors matresa i SVT. I programmet, som bestod av sex avsnitt, reste Taylor tillsammans med sin far och bror till Mellanöstern och faderns uppväxtort Jerusalem för att återuppleva gamla minnen såväl som uppleva områdets matkultur.
År 2021 vann Taylor Kristallen 2021 som årets TV-personlighet för sin insats i Tareq Taylors matresa. Han blev den 27 oktober tillkännagiven som 2021 års julvärd i SVT.
År 2022 blev Taylor tvåa i Masked Singer Sverige som karaktären Sagoträdet. Taylor gästade det sjunde avsnittet i den sjätte säsongen av Bäst i Test där han slutade tvåa i sitt avsnitt.
Taylor har i flera år haft stora konton i sociala medier och 2022 listade Medieakademins Maktbarometer Instagramkontot som det tjugofemte mäktigaste.

### Familj
Taylor har en dotter som kom trea i Sveriges yngsta mästerkock 2015. Sedan år 2022 är han sambo med hälsoprofilen Sofia Ståhl, som i sin tur också har en dotter från en tidigare relation, född 2017. De har även en gemensam dotter född 2025.